# Joseph Rock
Joseph Rock (translittération en chinois, 约瑟夫，洛克著), de son nom complet Joseph Francis Charles Rock, est un botaniste, un linguiste, un explorateur et un géographe américain d’origine autrichienne, né le 13 janvier 1884 à Vienne et mort le 5 décembre 1962 à Honolulu.

## Biographie
Il s’installe à Honolulu en 1907, où il devient un spécialiste de la flore de l’île d’Hawaii. Durant la période allant de 1922 à 1949, il se consacre à l’étude de la flore mais aussi des populations et des langues du sud-ouest de la Chine, principalement dans le Yunnan, le Sichuan, le sud-ouest du Gansu et l’est du Tibet. La plupart des plantes qu’il a récoltées se trouve dans l’herbier Arnold de l’université d’Harvard.

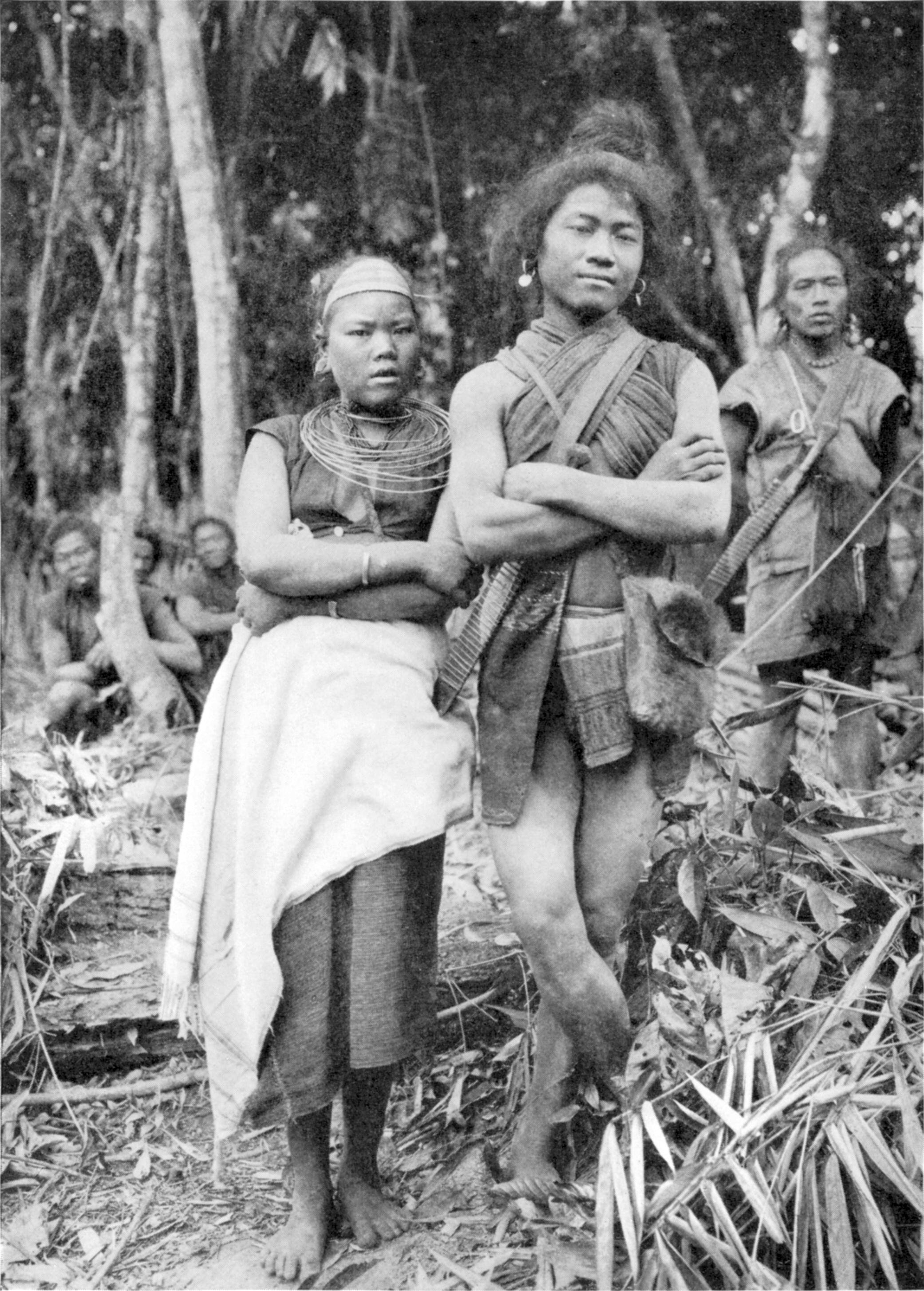
Photographie des membres de la tribu Mishmi prise par Joseph Rock en 1922.

Installé près de Lijiang, dans le village de Nguluko, il écrit de nombreux articles pour le National Geographic, où il décrit ses expéditions dans le royaume de Muli (actuel Xian autonome tibétain de Muli), Gongga Shan, les trois montagnes sacrées de Shenrezig, Jambeyang et Chanadorje (connues actuellement sous le nom de réserve naturelle de Yading) en 1928, ainsi que la rivière Salween, près de laquelle il visite la mission de Bahang. Ces articles lui valent une certaine renommée et inspirent le romancier James Hilton (1900-1954) pour son livre Lost Horizon (Les Horizons perdus), où il évoque une communauté de l’Himalaya connue sous le nom de Shangri-La.
Pendant les rébellions goloks (1917-1949), Rock fut témoin de combats répétés de l'armée musulmane chinoise de la clique des Ma contre les Tibétains golok dans le comté de Xiahe et le monastère de Labrang. L'armée musulmane de Ma laissa des squelettes tibétains dispersés sur une vaste zone, et le monastère de Labrang décoré de têtes décapitées tibétaines. Après la bataille de Xiahe près de Labrang en 1929, des têtes décapitées tibétaines étaient utilisées comme ornements par les troupes musulmanes chinoises dans leur camp, 154 au total. Rock décrit les têtes de jeunes filles et d'enfants jalonnant les alentours du campement militaire. Dix à quinze têtes étaient fixées à la selle de chaque cavalier musulman ». Les têtes étaient « ficelées sur les murs de la garnison musulmane comme une guirlande de fleurs.
Il a travaillé sur la culture Naxi, a rédigé le premier dictionnaire naxi-anglais existant (A Na-Khi-English encyclopedic dictionary), contribuant énormément à la valorisation de cette culture, et publié un ouvrage en deux volumes sur l'ancien royaume naxi (The ancient Na-khi Kingdom of southwest China).
On lui doit la découverte de nombreux rhododendrons ainsi que de la Paeonia rockii, qui lui a été dédiée.
En 1949, à la suite de la prise du pouvoir par les communistes, Joseph Rock doit quitter Lijiang, cœur du pays Naxi, dans un avion spécialement affrété, en compagnie de l'écrivain et voyageur russe Peter Goullart (en). Il quitte ensuite la Chine pour rentrer à Honolulu, où il meurt en 1962.
En mars 2009, l'université d'Hawaï à Mānoa a donné son nom à son nouvel herbarium.
L'une de ses citations sur le peuple matriarcal tibéto-birman des Moso datant de 1924 fut la suivante :
“Le dernier endroit paisible de la planète, le dernier endroit où la guerre n’a jamais existée, où les habitants vivent en harmonie, c’est le lac Lugu.”.

## Œuvres

### Au sujet des Naxi
- (en) Joseph F Rock, The ancient Na-khi Kingdom of southwest China, Cambridge, Mass., Harvard University Press, coll. « Human relations area files., AF16,, Southwest China ;, 2.; Monograph series (Harvard-Yeching Institute), 8-9. », 1947 (OCLC 2460083)
Traduction en chinois : (zh) 约瑟夫，洛克著 (Joseph Rock) (trad. 刘宗岳), 中国西南古纳西王国, 云南美术出版社, coll. « 西方学者云南探险译丛 »,‎ avril 1999, 391 p. (ISBN 978-7-80586-514-0, OCLC 43504118)
- (en) Josph F. Rock, Zhi ma funeral ceremony of the Na-khi of southwest China : described and translated form Na-Khi manuscripts, Vienne, St. Gabriel's Mission Press, coll. « Anthropos Institute: Studia », 1955 (OCLC 619879119)
- (en) Joseph F. Rock, The religious ceremonies of the NA-KHI and manuscripts pertaining to them, 1962 ? (OCLC 904054136)
- (en) Joseph F. Rock, A Na-Khi-English encyclopedic dictionary, Rome, Istituto Italiano per il Medio ed Estremo Oriente, coll. « Serie orientale Roma, 28, pt. 2.; Serie orientale Roma, 28, pt. 1. », 1963, 2 volumes (OCLC 910214006)

### Botanique
- (en) Joseph F Rock, The Hawaiian genus Kokia. A relative of the cotton, Honolulu, ?, coll. « Botanical bulletin (Honolulu, Hawaii) » (no 6), 1919 (OCLC 9374997)

### Source
- (en) Cet article est partiellement ou en totalité issu de l’article de Wikipédia en anglais intitulé « Joseph Rock » (voir la liste des auteurs).